# Jerzy Ignacy Lubomirski
Jerzy Ignacy Lubomirski herbu Szreniawa bez Krzyża (ur. 15 marca 1687 w Krakowie, zm. 19 lipca 1753 w Rzeszowie) – polski magnat i dygnitarz koronny, dziedzic Rzeszowa. Generał major wojsk koronnych, chorąży wielki koronny, pisarz polny koronny, generał wojsk saskich. Kandydował do korony siedmiogrodzkiej i polskiej po śmierci Augusta II Mocnego. Był uczniem słynnego Collegium Ressoviense. Ożenił się 6 stycznia 1718 z  Marianną Bielińską, następnie 28 lutego 1737, z Joanną von Stein zu Jettingen. Pierwsza żona urodziła mu dwoje dzieci: Teodora i Mariannę a druga czworo: Adolfa, Józefę, Barbarę i Franciszka). Polski książę, polityk, wojskowy i działacz społeczny.

## Działalność
J. I. Lubomirski związał się z konfederatami sandomierskimi, szczególnie z hetmanem wielkim koronnym Adamem Sieniawskim. Jak niemal każdy magnat polski, posiadał własny pułk jazdy. Jednak dopiero w 1708 r. przysłał swe wojsko do obozu hetmana. W 1709 brał udział w naradach konfederatów. W tym samym roku wycofał się w okolice Sanoka przed wojskami króla Stanisława Leszczyńskiego. W tym czasie wojska króla złupiły jego dobra rzeszowskie. Po ich wyparciu chronił majątek przed kontrybucjami ze strony wojsk polskich i rosyjskich. W 1710 r. otrzymał stopień generała za zasługi w oblężeniu zajętego przez Szwedów Elbląga. Jako żołnierz Lubomirski brał udział w kampanii pomorskiej w 1711 r. Odznaczył się zwłaszcza w czasie oblężenia Stralsundu. W roku następnym brał udział w walkach z J. Grudzińskim.
24 IV 1713 r. wyprawił ucztę na zamku rzeszowskim, podczas której doszło do sprzeczki między Lubomirskim a jego gościem Józefem Jelcem. W czasie pojedynku książę zabił Jelca. Dekretem trybunału  skazano go na karę więzienia. Część kary odbył w wieży zamku w Sanoku.  Odbywanie jej przerwano wskutek powołania więźnia do służby wojskowej. Drugą część kary odbył  w latach 1721-1725. W ramach ekspiacji za zabójstwo, ufundował dla zakonu kapucynów klasztor w  Rozwadowie.
W 1716 r. usiłował bezskutecznie zająć twierdzę jasnogórską. Zagrabił jednak dobra klasztorne, co wywołało oburzenie opinii publicznej. Dzięki protekcji królewskiej uniknął konsekwencji swego czynu.
W 1727 roku został odznaczony Orderem Orła Białego, a w 1736 saskim Orderem św. Henryka. W 1746 r. został chorążym koronnym. Odtąd nie brał już poważniejszego udziału w życiu politycznym.
Był uczestnikiem pijatyk w otoczeniu Augusta II i organizatorem licznych polowań. Przyczynił się do utrwalenia obrzędów łowieckich i pod wpływem Wettynów kultu św. Huberta na południu Polski. W latach 1741–1746 powstała z jego fundacji kaplica św. Huberta w Miłocinie (obecnie dzielnica Rzeszowa).
Około 1752 roku na jego polecenie, opuszczony i zrujnowany zamek króla Kazimierza Wielkiego znajdujący się na północ od wsi Przyszów, rozebrano na potrzeby budowanego klasztoru kapucynów w Rozwadowie.

Po śmierci 19 lipca 1753, pochowany w podziemiach klasztoru Bernardynów w Rzeszowie. Po zakończonej budowie klasztoru i konsekracji kościoła w Rozwadowie, 28 października 1753 zgodnie z jego ostatnia wolą, ciało księcia przewieziono w wojskowej asyście z Rzeszowa, i uroczyście z honorami spoczęło w rodzinnej krypcie w Rozwadowie.

Epitafium upamiętniające ten pochówek umieszczone jest nad drzwiami prowadzącymi do krypt, od północnej strony ołtarza. Na czarnej tablicy umieszczono napis w języku łacińskim: „D. O. M. Hic jacet Peccator hujus Loci Fundator ora Deum ut hunc reum Christi lotum sangvine absolvat a crimine” – „Bogu Najlepszemu i Największemu. Tu leży grzesznik, fundator tego miejsca, módl się do Boga, aby tego złoczyńcę, obmytego w krwi Chrystusa, uwolnił od zbrodni.”

## Majątek
Po śmierci ojca odziedziczył Rzeszów. W 1723 wykupił od rodziny Rozwadowskich ich nadsańskie dobra, na bazie których utworzył dwa nowe klucze dóbr ziemskich: rozwadowski i długorzeczycki. Powiększył swe dobra o min. miasto Rozwadów i wsie położone w widłach Wisły i Sanu - Charzewice, Kępa Rzeczycka, Pilchów, Przyłęk (klucz charzewski), wsie Rzeczyca Okrągła, Rzeczyca Długa  wraz z przyległymi folwarkami (klucz rzeczycki). Rozbudował zamek w Rzeszowie i wybudował letnią rezydencję w Charzewicach.